# Get Heavy
A Get Heavy a finn Lordi bemutatkozó albuma, amely 2002-ben jelent meg. Az album 2008-ban jelent meg, az Amerikai Egyesült Államokban, valamint Kanadában, és erre a kiadásra felkerült egy bónusz dal is, a "Don't Let My Mother Know", amely a Devil Is A Loser című kislemezen szerepelt 2003-ban. Az album, elnyerte, a 2002 legjobb heavy metál albuma címet. Finnországban 2003-ra közel 68 000 példányt értékesítettek. Az albumról két kislemez jelent meg. Elsőként a Would You Love A Monsterman?, 2002-ben, majd a Devil Is A Loser, 2003-ban. A két dalhoz videóklip is készült, és a Lordi legnépszerűbb dalai közé tartoznak.

## Felvételek
Az albumot T.T. Oksala producerelte. Az album felvételei 2002. június 13., és 2002. július 5. között zajlottak, a Finnvox stúdióban, Helsinki-ben. Ezen kívül még a Crystal stúdióban is készültek felvételek. A Lordinak ez volt az egyetlen albuma, amelyet Oksala producerelt, a lemezen kívül csak a Would You Love A Monsterman?, és a Devil Is A Loser című kislemezeket készítették el vele.
Az albumon még Magnum a basszusgitáros. Azonban az album megjelentetése után elhagyta a zenekart, mivel a Lordi ekkor még nem rendelkezett biztos jövedelemmel. Magnum stúdiót vezetett Helsinkiben, ahol a zenekar még 1999-ben, az ő segítségével készítette el első, ki nem adott albumát. Utóda Niko "Kalma" Hurme lett, aki Kita által került be a zenekarba, mivel korábban együtt hozták létre az SO nevű zenekart.
Az összes dal szövegét Mr. Lordi írta, egyetlen kivétel van. A "Monster Monster" című dalt Tracy Lipp és az énekes közösen írták.

## Zene
Az album a hard rock és heavy metal stílusok közé sorolható. A Would You Love A Monsterman?, már 1993-ban elkészült, és a Napalm Market című demón is megtalálható, I Would Do It All For You néven. A Get Heavy szintén az 1990-es években készült el. A Dynamite Tonite című dalnak a munkaneve Hulking Dynamo, míg a Last Kiss Goodby című számnak Wish You Well In Hell volt.
Az albumon érződik az 1980-as évek hatása. A zenekar számtalan interjúban közölte, hogy főként ez a korszak, a sokk-rock, és a glam metal hatott rájuk. A lemezen különösen érződik a KISS, a Twisted Sister, és a W.A.S.P. hatása.

## Helyezések
| Ország     | Helyezés (2002) |
| ---------- | --------------- |
| Finnország | 3               |

## Tartalma
1. Scarctic Circle Gathering – 1:02
2. Get Heavy – 3:00
3. Devil Is A Loser – 3:29
4. Rock the Hell Outta You – 3:06
5. Would You Love a Monsterman?- 3:04
6. Icon of Dominance – 4:35
7. Not the Nicest Guy – 3:12
8. Hellbender Turbulence – 2:46
9. Biomechanic Man – 3:22
10. Last Kiss Goodbye – 3:08
11. Dynamite Tonite – 3:14
12. Monster Monster – 3:23
13. 13 – 1:08

### Bónuszfelvételek
- Amerikai/ Kanadai kiadás: "Don't Let My Mother Know" – 3.32

## Tagok
- Mr. Lordi (ének)
- Amen (gitár)
- Enary (billentyű)
- Kita (dob)
- Magnum (basszusgitár)

## Kislemezek az albumról
• Would You Love a Monsterman? (2002)
• Devil Is A Loser (2003)

## Videóklipek
•	Would You Love a Monsterman? (2002)
•	Devil Is A Loser (2003)

## Külső hivatkozások
Archiválva 2011. február 25-i dátummal a Wayback Machine-ben